# Hordanes Land
Hordanes Land prvi je EP norveškog metal sastava Enslaved. EP je u svibnju 1993. objavila diskografska kuća Candlelight Records te je par tjedana kasnije bio objavljen i kao split album zajedno s Emperorovim istoimenim EP-om. EP se smatra bitnim glazbenim izdanjem u procesu razvoja žanra viking metala.

## Popis pjesama
| 1.    | »Slaget i skogen bortenfor (Epilog/Slaget)« (Borba u dalekoj šumi (Epilog/Borba)) | Ivar Bjørnson, Ivan Pawle | 13:10 |
| 2.    | »Allfǫðr Oðinn« (Sveopći otac Odin)                                               | Bjørnson                  | 7:50  |
| 3.    | »Balfǫr (Andi fara/Prologr)« (Vatreno putovanje (Odlazak duše/Prolog))            | Bjørnson                  | 9:49  |
| 30:49 |                                                                                   |                           |       |

## Zasluge
Enslaved
- Earl Grutle – vokali, bas-gitara
- D. Ymer – gitara, klavijature, sintesajzer, efekti
- Trym – bubnjevi, perkusija

Produkcija
- Jannicke Wiese-Hansen – logotip
- R. Torsen – produkcija, snimanje, inženjer zvuka
- K. B. Bjørkhaug – produkcija, snimanje, inženjer zvuka
- K. Ulland – produkcija, snimanje, inženjer zvuka